# Coliseo Álvaro Mesa Amaya
El Coliseo Álvaro Mesa Amaya, antes llamado Coliseo Los Libertadores, es un coliseo deportivo que se encuentra en la Ciudad de Villavicencio, Colombia. En este, se practican varias disciplinas deportivas pero la más relevante es el Fútbol Sala. El coliseo fue inaugurado en 1973  y tiene capacidad para 7000 espectadores. Fue una de las sedes del mundial de fútbol de salón 2011 que se realizó en Colombia.
En el 2016 tuvo la posibilidad de ser una de las sedes de la Copa Mundial del Fútbol Sala en Colombia, pero al final fue descartada por no cumplir los requisitos que pedía la FIFA.